# Фойт, Карл
Карл Фойт (3 октября 1831, Амберг Германия — 31 января 1908, Мюнхен Германия) — немецкий физиолог.

## Биография
Родился Карл Фойт 3 октября 1831 года в Амберге. В 1855 году получил образование в Мюнхенском, Вюрцбургском и Гёттингенском университетах. С 1856 по 1908 год работал в физиологическом институте при Мюнхенском университете, при этом с 1860 года занимал должности профессора физиологии и директора физиологического кабинета.
Скончался Карл Фойт 31 января 1908 года в Мюнхене.

## Научные работы
Основные научные работы посвящены изучению обмена веществ и разработке норм питания человека.
- 1862 — Сконструировал респирационный аппарат для изучения газообмена и провёл первое количественное изучение обмена белков, углеводов и жиров в организме животного
- Одним из первых начал изучать химические превращения, которые претерпевают пищевые вещества в организме.
- Совместно с М. И. Петтенкофером впервые разработал гигиенические нормы питания.
- Создал учение о питании.

## Список использованной литературы
- Биографический словарь деятелей естествознания и техники.— В 2-х т.— М.: БСЭ, 1958—59.
- Биологи. Биографический справочник.— Киев.: Наук. думка, 1984.— 816 с.: ил